# Salih
Saleh (Șāliḥ; arapski صالح‎ = „pobožan“) prorok je u islamu spomenut u Kuranu, a propovijedao je plemenu Thamūd u Arabiji. Spominje se devet puta u Kuranu. Ponekad ga se poistovjećuje s biblijskim Salahom.
U Kuranu je spomenuto da je Saleh bio tako pravedan da se cijelo njegovo pleme oslanjalo na njega. Ljudi su štovali mnoge bogove praveći im kipove, ali je Saleh štovao samo Alaha te je stoga bio poslan navijestiti spasenje.
Saleh je neko vrijeme govorio protiv idolopoklonstva i sebičnosti imućnih, ali ljudi su zatražili od njega kakvo čudo kao pouzdan znak. Saleh im je tada počeo govoriti kako je Alah već učinio dovoljno čuda te im je ukazivao na njihovu tehnološku nadmoć kao veliko čudo. Neki su povjerovali, ali su poglavice plemena bili ljutiti te su počeli s podsmijehom gledati na proroka.
Saleha su ljudi i dalje tražili čudo jer svi su bili nesložni oko toga treba li mu povjerovati ili ne. Alah je plemenu darovao devu, ali su ju bogataši ubili.
Pleme je imalo još tri dana za pokajanje, ali do toga nije došlo. Alah je uzrokovao velik potres i većina je ljudi poginula; spašeni su Saleh i ostali Alahovi vjernici.